# رابرت لوئیس تیلور
رابرت لوئیس تیلور (به انگلیسی: Robert Lewis Taylor) رمان‌نویس آمریکایی و برنده جایزه پولیتزر برای داستان سفرهای جیمی مک‌فیترز در سال ۱۹۵۹ است.

## کتابشناسی
- سفرهای جیمی مک‌فیترز (۱۹۵۸)